# إيدا هانديل
إيدا هانديل (بالبولندية: Ida Haendel)‏ (1928 - 2020)، هي عازفة كمان بولندية-بريطانية، وهي من المشاهير الكبار في عالم عزف الكمان، كانت هينديل طفل معجزة. تمتد حياتها المهنية على مدار سبعة عقود. أصبحت معلمة مؤثرة.
ولدت إيدا هانديل في عائلة يهودية بولندية بمدينة تشيلم يوم 15 ديسمبر 1928 عندما كانت في الثالثة من عمرها فقط ، عزفت على الكمان تلقائيًا وكانت موهبتها واضحة. توفيت يوم 30 يونيو 2020.

## روابط خارجية
- إيدا هانديل على موقع IMDb (الإنجليزية)
- إيدا هانديل على موقع مونزينجر (الألمانية)
- إيدا هانديل على موقع ميوزك برينز (الإنجليزية)
- إيدا هانديل على موقع أول ميوزيك (الإنجليزية)
- إيدا هانديل على موقع ديسكوغز (الإنجليزية)